# Andrew Oyombe
Andrew Oyombe (ur. 24 lutego 1985 w Nairobi) – kenijski piłkarz grający na pozycji pomocnika.

## Kariera klubowa
Karierę piłkarską Oyombe rozpoczął w klubie Tusker Nairobi ze stolicy kraju Nairobi. W jego barwach zadebiutował w 2002 roku w kenijskiej Premier League. W 2004 roku przeszedł szwedzkiego drugoligowca, gdzie grał przez 3 sezony.
W 2006 roku Oyombe wrócił do Kenii i został zawodnikiem Gor Mahia z Nairobi. W 2008 roku zdobył z nim Puchar Kenii. W 2009 roku przeszedł do innego stołecznego klubu, Mathare United. W 2010 grał w Sofapaka Nairobi, a w 2011 w szwedzkim Skärhamns IK.

## Kariera reprezentacyjna
W reprezentacji Kenii Oyombe zadebiutował 2 lutego 2004 w wygranym 3:0 meczu Pucharu Narodów Afryki 2004 z Burkiną Faso. Był to jego jedyny rozegrany mecz w tym turnieju. Od 2004 do 2008 wystąpił w kadrze narodowej 13 razy.